# 흡곡군
| Daedongyeojido (Gyujanggak) 09-01.jpg |
| Daedongyeojido (Gyujanggak) 10-02.jpg |

흡곡(歙谷)은 강원도의 옛 행정 구역이다. 흡곡의 영역은 현재의 행정 구역으로 조선민주주의인민공화국 강원도 통천군 북부와 안변군 상음리에 해당한다.

## 연혁
- 고구려 시대 때 습비곡현(習比谷縣) 또는 습비탄현(習比呑縣)으로 불리었다. 신라 경덕왕 때 습계(習磎)로 개칭되어 금양군(통천군)의 영현이 되었으며, 고려 때 흡곡으로 개칭되었다. 고종 35년(1248) 흡곡이 독립되어 현령을 두게 되었다.[1]
- 1596년, 통천군에 폐합되었으나 2년 후인 1598년에 복설되었다.[2]
- 1895년, 이십삼부제 시행으로 강릉부에 소속, 흡곡군(5등군) 설치
- 1896년, 십삼도제 시행. 강원도 흡곡군.
- 1902년, 함경남도 안변군에서 학포사(鶴浦社; 안변의 속현이었던 학포, 파천(派川; 또는 패천(沛川)), 상음(霜陰)을 모두 포함한다)[3]를 편입하였다.[4] 학포의 이속 건에 대해서는 1865년부터 계속 논의되어 왔는데, 1875년 이속하기로 결정된 것이 유예되었다가 1902년에 비로소 시행된 것이다.[5]
- 1903년, 흡곡군청이 학포면으로 이전하였다.[6]
- 1910년, 흡곡군이 통천군에 폐합되었다.[7] 군남면이 답전면에 통합되어 원(元) 흡곡 지역이 3개 면에서 2개 면으로 재편되었다.[8]
- 1914년, 부군면 통폐합 과정에서 흡곡 지역 영외면(嶺外面)이 통천 순달면(順達面)과 합면되어 순령면(順嶺面)이 되었다. 나머지 4개 면, 곧 답전면(踏田面), 학일면(鶴一面), 학이면(鶴二面), 학삼면(鶴三面)은 존치.[9]
- 1928년, 학이면과 학삼면이 흡곡면으로 합면되었다.[10] 흡곡면 연동리(淵洞里)를 풍호리(豊湖里)로 개칭하였다.[11]
- 1937년, 순령면이 고저면으로 개칭되었다.[12]
- 1938년, 고저면이 고저읍으로 승격하였다.[13]

## 인구
1789년 작성된 《호구총수》에 따르면 흡곡 지역의 호구는 1282가구 6428명이었다.
- 흡곡현: 609가구 2789명
  - 현내면: 258가구 1096명
  - 답전면: 175가구 848명
  - 영외면: 176가구 845명
- 안변부 학포사: 673가구 3639명

1910년 작성된 《민적통계표》에 따르면 구 흡곡군의 호구는 2935가구 15596명이었다.
- 통천군 - 학포 지역: 1837가구 10323명
  - 학일면: 775가구 3527명
  - 학이면: 505가구 3056명
  - 학삼면: 557가구 3740명
- 통천군 - 흡곡 지역: 1098가구 5273명
  - 영외면: 416가구 2041명
  - 답전면: 682가구 3232명

1. ↑  세종실록 지리지
2. ↑  흡곡현읍지 (c. 1705)
3. ↑  안변도호부읍지 (1899)
4. ↑  광무 6년 칙령 제8호 (1902년 5월 10일)
5. ↑  고종실록 권2, 권12, 권13
6. ↑  광무 7년 칙령 제14호 (1903년 8월 4일)
7. ↑  융희 4년 칙령 제7호 (1910년 1월 31일)
8. ↑  융희 4년 내부령 제8호 (1910년 4월 25일)
9. ↑  다이쇼 3년 조선총독부 강원도령 제2호 (1914년 3월 1일)
10. ↑  도령 제3호 통천군내면의구역및명칭 (1928년 3월 10일)
11. ↑  도령 제5호 통천군흡곡면내리의명칭 (1928년 5월 12일)
12. ↑  도령 제8호 (1937년 3월 31일)
13. ↑  부령 제197호 (1938년 9월 27일)